# Cieza (Gerichtsbezirk)
Der Gerichtsbezirk Cieza ist einer der elf Gerichtsbezirke in der autonomen Gemeinschaft Murcia.
Der Bezirk umfasst 9 Gemeinden auf einer Fläche von 1.139,40 km² mit dem Hauptquartier in Cieza.

## Gemeinden
| Gemeinde                  | Einwohner (2024) | Fläche km² | Dichte Einw./km² | Cod INE | Postleitzahl |
| ------------------------- | ---------------- | ---------- | ---------------- | ------- | ------------ |
| Abanilla                  | 6.206            | 235,62     | 26               | 30001   | 30640        |
| Abarán                    | 13.000           | 114,94     | 113              | 30002   | 30550        |
| Blanca                    | 6.825            | 87,32      | 78               | 30011   | 30540        |
| Cieza                     | 35.361           | 367,02     | 96               | 30019   | 30530        |
| Fortuna                   | 11.183           | 149,33     | 75               | 30020   | 30620        |
| Ojós                      | 532              | 45,28      | 12               | 30031   | 30611        |
| Ricote                    | 1.212            | 86,67      | 14               | 30034   | 30610        |
| Ulea                      | 891              | 40,04      | 22               | 30040   | 30612        |
| Villanueva del Río Segura | 3.944            | 13,18      | 299              | 30042   | 30613        |
| Gerichtsbezirk Cieza      | 79.154           | 1.139,40   | 69               | –       | –            |